# Velika Hubajnica
Velika Hubajnica je naselje v Občini Sevnica.